# Лозовка (Логойський район)
Лозовка — (біл. вёска Лазоўка), село (веска) в складі Логойського району розташоване в Мінській області Білорусі, підпорядковане Жовтневій сільській раді.
Село Лозовка розташоване в центральних районах Білорусі, у північній частині Мінської області.